# PRAY FOR THE EARTH
『PRAY FOR THE EARTH』（プレイ・フォー・ジ・アース）は、EARTHSHAKERの19枚目のオリジナル・アルバム。

## 概要
デビュー当時に所属していたNEXUSレーベルに復帰後初のオリジナル・アルバムである。
アルバムの表題曲であり、2011年6月に先行配信されたBSフジ『フォーミュラ・ニッポン2011』のテーマソング「PRAY FOR THE EARTH」に加え、2011年に再レコーディングした3曲「COME ON」「T-O-K-Y-O」「WALL」の3曲を含む計12曲が収録されている。
ボーカルの西田は、本作について「EARTHSHAKER史上最もメロディアスなアルバム」と語っている。

## 収録曲
（全作詞：西田昌史、全作曲（特記以外）：石原慎一郎）
1. KINGDOM STORY
2. 火の鳥
  - 作曲：西田昌史
3. COLOR
4. PRAY FOR THE EARTH
5. COME ON
6. BITTER SWEET
7. ANSWER
8. T-O-K-Y-O
9. WALL
  - 作曲：甲斐貴之
10. VAMPIRE
  - 作曲：西田昌史
11. PRAY FOR THE EARTH ～WE'RE WITH YOU～
12. PRAY FOR THE EARTH
インストゥルメンタル曲。ボーナス・トラックとして収録。